# Crambus pseudodiplogrammus
Crambus pseudodiplogrammus là một loài bướm đêm trong họ Crambidae.